# Carlo Emanuele Madruzzo

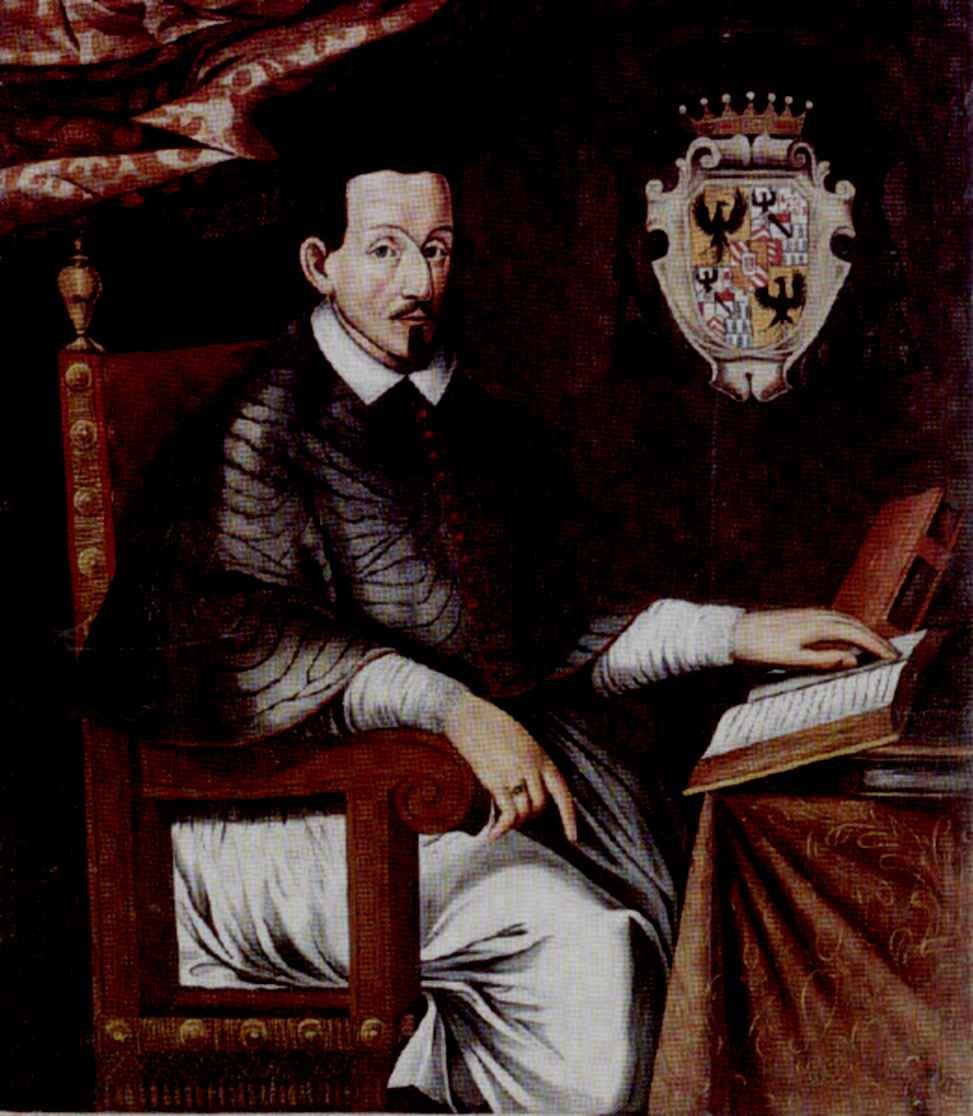
Carlo Emanuele Madruzzo (1599–1658) Fürstbischof von Trient 1629–1658

Carlo Emanuele Madruzzo Graf von Challant, Fenis, Avio Aaberg (* 7. November 1599 in Issogne, Aostatal; † 15. Dezember 1658 in Trient) war Fürstbischof von Trient.

## Leben
Madruzzo entstammte einer alteingesessenen Familie von Politikern und Kirchenfürsten. Er war ein Sohn von Emmanuele Renato Madruzzo († 1614) und seiner Ehefrau Philiberte Emmanuelle de Seyssel (1531–1596). Er war der Neffe des Kardinals Carlo Gaudenzio Madruzzo (1562–1629), der Großneffe des Kardinals Giovanni Ludovico Madruzzo (1532–1600) und Urgroßneffe des Kardinals Cristoforo Madruzzo (1512–1578), den Fürstbischöfen von Trient.
Mit kaiserlichem Dekret wurde er am 2. Juli 1622 zum Koadjutorbischof seines Onkels Carlo Gaudenzio ernannt. Papst Gregor XV. bestätigte diese Ernennung am 24. August 1622 und bestellte ihn zum Titularbischof von Aureliopolis in Asia minori. Am 28. Oktober 1627 wurde er zum Priester und zwei Tage später, am 30. Oktober 1627 von seinem Onkel Carlo Gaudenzio de Madruzzo zum Bischof geweiht. Am 14. August 1629 wurde er dessen Nachfolger als Fürstbischof von Trient und am 21. Mai 1630 im Dom zu Trient in sein Bistum installiert.
Er war der vierte und letzte Vertreter des Hauses Madruzzo auf der Trientiner Kathedra und der einzige, der nicht in das Kardinalskollegium berufen wurde. Er nahm auch nicht jene internationale Rolle ein, die seinen Vorgängern so viel Glanz verschafft hatte. Dennoch musste er verschiedene Angelegenheiten auf politischer Ebene lösen, so die Ansprüche auf das Fürstentum Trient, die die Erzherzogin Claudia de’ Medici erhob.
Vergeblich versuchte er, das Aussterben seiner Familie zu verhindern, indem er um Versetzung in den Laienstand bat, um die Nachkommen mit seiner Mätresse Claudia Particella, Tochter eines seiner adligen Räte, durch Heirat zu legitimieren. Dies wurde ihm aber vom Papst verweigert.
Er starb am 15. Dezember 1658 und wurde in der Krypta des Doms zu Trient beigesetzt.
Sein Lebenswandel bildete die Vorlage für den Roman von Benito Mussolini „L’amante del cardinale“ (obwohl Madruzzo nie Kardinal wurde), der 1910 als Fortsetzungsroman in der sozialistischen Zeitung Il Popolo in Trient veröffentlicht wurde. 1930 erschien unter dem Titel „Die Mätresse des Kardinals“ eine deutsche Sekundärübersetzung aus dem Englischen im Berliner Eden-Verlag, 1964 eine Neuauflage im Drei-Türme-Verlag.